# 季道藩
季道藩（1923年—），男，安徽凤阳人，中国作物遗传育种学家、农业教育家，曾任浙江农业大学教授、农学系主任，中国遗传学会理事，第六、七、八届全国人大代表。